# Hyundai Mobis
 Hyundai Mobis (abréviation de "Mobile and System", en coréen 현대모비스), fondé en 1977 sous le nom de "Precision & Industries Corporation" (Coréen: 현대정공/現代精工), est un équipementier automobile basé à Séoul. En 2000, la compagnie change de nom pour le nom actuel. Cette société forme le pôle "pièces automobiles et service" de Hyundai Motors, Kia Motors et de Genesis Motors.

## Sites de production en Europe
- Žilina (Slovaquie)
- Nošovice (République Tchèque)